# Мельникова, Елена Владимировна (тренер)
Елена Владимировна Мельникова (род. 13 апреля 1950 года, Пенза) — Заслуженный тренер России (2001), старший тренер-преподаватель по плаванию МОУ ДОД «СДЮСШОР», Почётный гражданин города Заречного (2008). Награждена знаком «Отличник физической культуры и спорта» (1999).

## Биография
Трудовой путь Елена Владимировна начала в 17 лет тренером-преподавателем в ДЮСШ ДСО «Спартак», затем в ДЮСШ ДСО «Труд» (Пенза). Окончила ПГПИ им. В. Г. Белинского (1971). С 1977 года работает в городе Заречном, в Горспортсовете — 31 год (ныне Комитет по физкультуре и спорту) тренером, старшим тренером-преподавателем по плаванию, готовит спортсменов высокого класса.
На протяжении своей многолетней тренерской деятельности воспитала не одно поколение талантливых спортсменов, среди которых: мастера спорта международного класса — Андрей Патраков, Ирина Раевская, Екатерина Уйменова; мастера спорта — Анастасия Уйменова, Евгения Мальсагова.
Оздоровлением детей и воспитанием спортсменов Елена Мельникова занимается уже 47 лет — преподавать она начала в 17 лет. За это время успела вырастить множество спортсменов, среди них — три мастера спорта международного класса. Тренер считает, спорт — это не только медали, кубки и звания, но и:
Трудолюбие, умение в сложной ситуации держать себя в руках, нацеленность на результат — это всё даёт спорт. Дай Бог, чтобы из спортсменов выросли хорошие люди. Чемпионами становятся не все.
Елена Владимировна и сейчас продолжает работать. К ней на занятия идут уже дети и даже внуки её первых учеников. Признание и любовь воспитанников для неё важнее всего. Тренер-преподаватель, Елена Владимировна Мельникова, сказала:
Когда мне было 55 лет, мои ученики мне подарили кубок. На нём было написано — дословно я не вспомню — что-то вроде того, что обретением своей судьбы я помогла им обрести их судьбу. И это очень важно. Для меня эта фраза дороже всех званий и наград.

## Награды и звания
- Заслуженный тренер России (2001)
- Награждена знаками «Отличник физической культуры и спорта» и «Ветеран труда» (1999)
- Отмечена знаком «Ветеран атомной энергетики и промышленности» (2002)
- Почётный гражданин города Заречного (2008)
- Тренер-преподаватель высшей категории